# Fernand Bourdeu
Pour les articles homonymes, voir Bourdeu.
Pas d'image ? Cliquez ici

a Compétitions nationales et continentales officielles uniquement.

b Matchs officiels uniquement.
Dernière mise à jour le 05-10-2023.
Fernand Bourdeu, né le 18 octobre 1930 à Gan et mort le 18 avril 2000 dans la même ville, est un joueur français de rugby à XV évoluant au poste de troisième ligne aile.
Il évolue durant sa carrière à la Section paloise. Victime d'une grave blessure, il devient entraîneur-joueur puis président du Gan olympique.

## Biographie
Fernand Bourdeu est le cousin des frères Jean-Roger Bourdeu, Jacques Bourdeu et Michel Bourdeu. Ils débutent le rugby au Gan olympique, comme Robert Labarthette.

### Carrière en club

#### Débuts à Pau
Bourdeu a fait ses premiers pas dans le sport en tant que joueur de rugby au sein de l'équipe des Coquelicots du lycée de Pau. Fernand Bourdeu arrête ses études à l'âge de dix-sept ans pour reprendre la scierie familiale à Gan.

#### Section paloise
À partir de 1949, Bourdeu commence à évoluer avec l'équipe première de la Section paloise.
En 1950, il remporte la Coupe de l'Avenir. Durant cette même année, ses prestations avec les Sectionnistes le font remarquer au niveau national,. Après le départ de Jean-Roger Bourdeu au FC Lourdes, la presse locale évoque alors qu'il est désormais le meilleur avant de la famille.
En 1955, Fernand Bourdeu, qui souffre de sciatiques chroniques est opéré à Lyon. Cela marque la fin de sa carrière au plus haut niveau national.

#### Gan olympique
Ainsi, en 1958, Fernand Bourdeu revient dans le club de sa ville natale pour être entraîneur-joueur du Gan olympique,. Même diminué, ses prestations continuent de surprendre les observateurs locaux.
Un an plus tard, en 1959, c'est Robert Labarthette qui retourne également au Gan olympique. Aux commandes des juniors, ils entrainent un jeune Claude Mantoulan. Il devient président du club en 1981.

### Carrière internationale
Il est sélectionné en équipe de France A disputé au Stade Buffalo, aux côtés de son cousin Jean-Roger Bourdeu, lors d'un match de sélection avant le match France-Écosse du Tournoi des Cinq Nations 1952. Son cousin intègre le XV de France, mais lui reste cantonné à l'antichambre.
Fernand Bourdeu est ensuite sélectionné à d'autres reprises en équipe de France A,.

## Décès
L’usine familiale ferme peu de temps après son décès en 2001,. En 2008, l'acquisition par la cave de Gan - Jurançon de l'ancienne friche de la scierie Bourdeu et le lancement du chantier de construction d'un nouveau centre d'embouteillage scellent définitivement le sort du site.
Fernand Bourdeu est inhumé à Gan.

## Palmarès
- Championnat de France de première division :
  - Demi-finale (1) : 1950
- Challenge Yves du Manoir :
  - Vainqueur (1) : 1952[21]
  - Finaliste (1) : 1953
- Coupe de France :
  - Demi-finaliste (1) : 1951